# Iglesia de Santa Rosa de Lima (Igualeja)
La Iglesia de Santa Rosa de Lima es un templo de culto católico situado en Igualeja, provincia de Málaga, comunidad autónoma de Andalucía, España.
Se sitúa en la calle principal del pueblo, calle la Iglesia s/n.
Además de esta iglesia, en el pueblo encontramos el nicho del Cristo de la Misericordia y la ermita del Divino Pastor.

## Historia
La iglesia se construyó en el año 1505, y fue obra del arquitecto sevillano Diego de Deza.
Posteriormente, fue restaurada en el año 1972. Recibió el nombre de Iglesia de Santa Rosa de Lima en el siglo XIX. La iglesia era en un principio la mezquita rural del pueblo, de la cual conserva su torre o campanario, un antiguo alminar o minarete de estilo mudéjar. 
El sagrario es de estilo neobarroco del siglo XIX.
Las figuras más destacadas son la imagen de San Gregorio Magno y San Antonio, pero también podemos contemplar la imagen de Santa Rosa de Lima, la Virgen del Carmen y la Inmaculada. 
- Datos: Q5912013